# Mhlume
Koordinaten: 26° 3′ S, 31° 49′ O

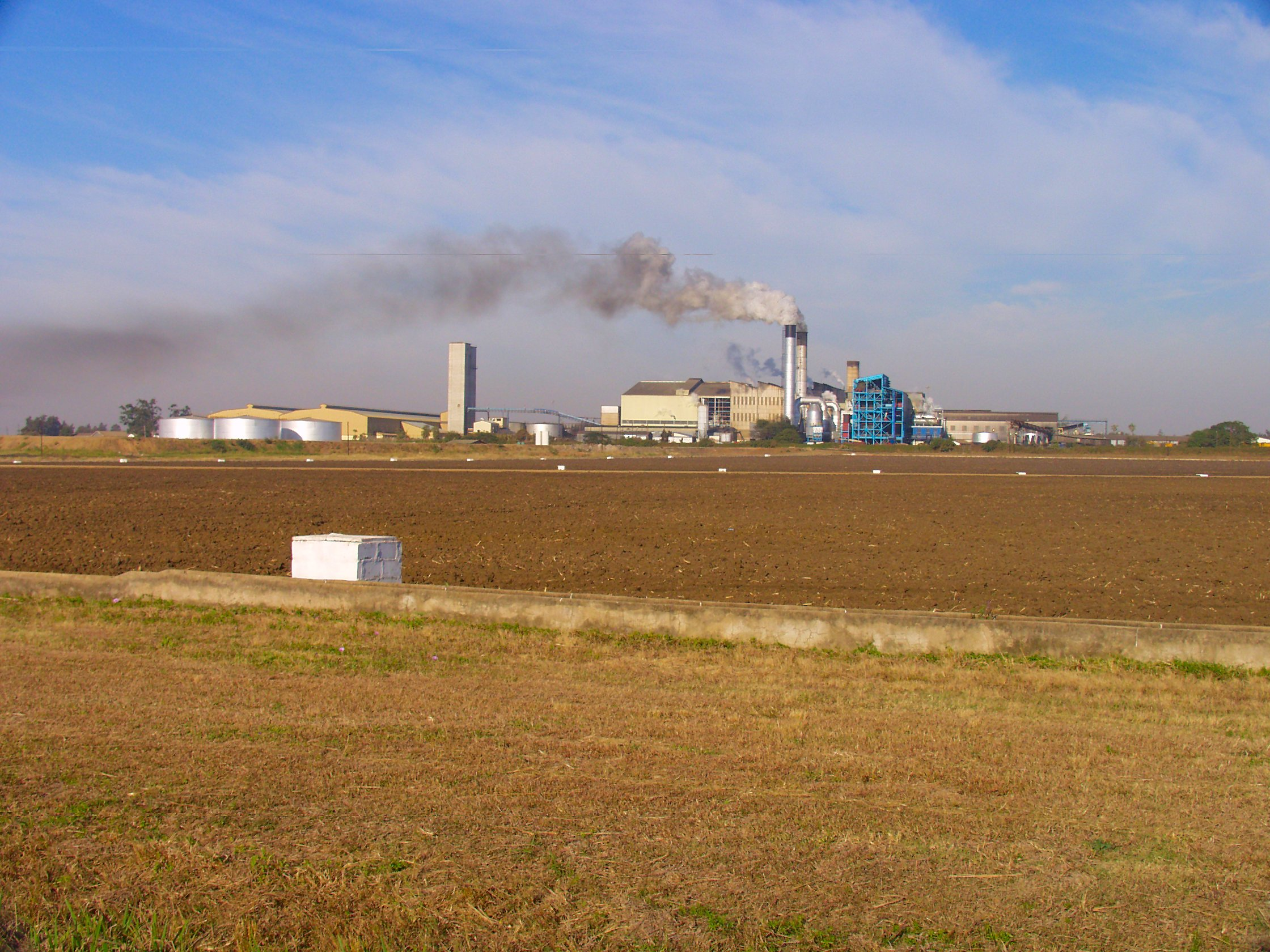
Zuckerraffinerie in Mhlume (2004)

Mhlume [m̩ˈɬumɛ] ist eine Stadt in Eswatini in der Region Lubombo. Im Jahr 1997 hatte sie 7661 Einwohner. Mhlume liegt 278 Meter über dem Meeresspiegel im Lowveld westlich der Lebombo-Berge. In der Umgebung wird Zuckerrohr angebaut, der in einer Zuckerraffinerie des Unternehmens Royal Eswatini Sugar Corporation (RES) in Mhlume zu Zucker verarbeitet wird. 52 % des dort angelieferten Zuckerrohrs stammen von Kleinbauern.
Mhlume liegt an der Fernstraße MR24. Der Flugplatz Mhlume Airport liegt nordwestlich des Ortes.
Mhlume Peacemakers FC und Mhlume United FC waren zeitweise national erfolgreiche Fußballvereine, die in Mhlume ansässig waren. Mhlume United FC fusionierte mit Simunye FC aus dem südöstlich gelegenen Simunye zum RSSC United FC, der seine Spiele in Mhlume austrägt.